# Ina Maria Schmid
Ina Maria Schmid (* 20. Juni 1957 in Warmbad Villach, Kärnten) ist eine österreichische Unternehmerin.

## Leben
Ina Maria Schmid wurde als zweites Kind (Zwillinge) der Hoteliere Hubert und Anni Pirker geboren. Sie wuchs in Latschach nahe dem Faaker See in Kärnten auf. Als Jugendliche fuhr Ina Maria Schmid Skirennen und war im ÖSV-Jugendkader. Eine schwere Sturzverletzung beendete  ihre Karriere als Skirennläuferin. Im Anschluss begann Schmid eine kaufmännische Ausbildung und schloss diese 1976 mit der Matura der Bundeshandelsakademie in Villach ab.
1979 wurde Ina Maria Schmid in den USA mit der Nagelkosmetik konfrontiert und kehrte mit der Vision nach Europa zurück, die in den Staaten erworbenen Kenntnisse und Fertigkeiten auch am europäischen Markt zu etablieren.
Ende der 1980er Jahre gründete Schmid die Austrian Nail Academy und begann mit einem Schulungsbuch und Unternehmenskonzept die Nail-Design-Ausbildung in allen Bundesländern Österreichs.
In den darauf folgenden Jahren erweiterte Ina Maria Schmid dieses Konzept auf andere Länder. Den Competition Style (hochgezogene Smile-Line, integrierte Shadows entlang der Smile-Line, Monde, 50 % C-Curve und Tunnel-Shape) führte sie 1999 ein und machte ihn weltweit populär.
2001 gründete Schmid das Unternehmen „IMS Europe“. Parallel kreierte sie das Kosmetik-Label „Cesars Secrets“, das in ganz Europa, in Teilen Asiens, Japans und jetzt auch in die USA exportiert wird. Heute ist ihr Unternehmen weltweit tätig und beschäftigt bei 56 Distributoren in 26 Ländern insgesamt 460 Mitarbeiter.

## Auszeichnungen
2006 wurde Ina Maria Schmid vom  Österreichischen Bundeskanzler Wolfgang Schüssel der Titel Kommerzialrat verliehen. Schmid ist die jüngste Trägerin dieses Titels.
2008 überreichte ihr Jörg Haider das Goldene Ehrenzeichen des Landes Kärnten.

## MarkeCesars Secrets
Christian Cesar wurde von Schmid zum erfolgreichsten Nageldesigner Europas ausgebildet. Ihm zu Ehren gründete Ina Maria Schmid 2002 mit ihrem Unternehmen IMS Europe (steht für die Anfangsbuchstaben Ina Maria Schmid) die Produktlinie Cesars Secrets International.

## Netzwerk
Schmid gründete in den europäischen Staaten nationale Nail Academies und hat diese 2001 unter der markenrechtlich geschützten Dachorganisation European Nail Academy (ENA) vereinigt.
2004 folgte die Gründung des ebenfalls markenrechtlich geschützten Europäischen Bundesverbandes für Nageldesigner European Nail Association (ENA).